# Knut Svanholm
Knut Adolf Svanholm, ofta kallad K.A. Svanholm, född 9 juli 1888 i Örebro, död 8 juli 1959 i Lillkyrka, Örebro län, var en svensk målare, tecknare och grafiker.
K.A. Svanholm var son till arbetsförmannen Karl A. Andersson och Selma Amanda Persdotter och från 1938 gift med Elin Göta Margareta Höglund-Svanholm. Han studerade vid Tekniska skolan i Stockholm samt vid Caleb Althins målarskola och Wilhelmsons målarskolor innan han fortsatte sina studier för Werner Hoffmann i München och André Lhote i Paris. Han var bosatt i Tyskland 1921-1932 och gjorde därifrån studieresor till Nederländerna, Frankrike, Schweiz, Afrika, Asien och Amerika. I Tyskland var han gift med Celine Boedels som tillhörde en judisk familj. 1932 började han känna sig oönskad i Tyskland och flyttade tillbaka till Sverige, Celine ville inte till Sverige och paret skildes. Tillsammans med sin fru ställde han ut i Eskilstuna och Örebro och han medverkade i några grafikutställningar. Hans konst består av stilleben och landskap. Vid sidan av sitt eget skapande var han verksam som illustratör och reklamtecknare bland annat ritade han förpackningar till Marabous chokladfabriker, Svenska tobaksmonopolet och affischer till Mjölkpropagandan. Dessutom illustrerade han och tecknade omslag till ett 50-tal av B Wahlströms djurböcker. Svanholm är representerad vid Eskilstuna konstmuseum.
Under 1930- och 1940-talet var han medlem i en rad högernationalistiska, fascistiska och protyska rörelser och föreningar som Svensk Opposition, Sveriges Nationella Förbund, Riksföreningen Sverige-Tyskland, Hjälpkommittén för Tysklands Barn och han prenumererade på den pronazistisk dagstidningen Dagsposten.